# 2012-es magyar úszóbajnokság
A 2012-es magyar úszóbajnokságot – amely a 114. magyar bajnokság volt – március 29. és április 1. között rendezték meg a Debreceni Sportuszodában.

## Eredmények

### Férfiak
| Versenyszám                              | Arany                                                                     | Arany    | Ezüst                                                                  | Ezüst    | Bronz                                                                 | Bronz    |
| ---------------------------------------- | ------------------------------------------------------------------------- | -------- | ---------------------------------------------------------------------- | -------- | --------------------------------------------------------------------- | -------- |
| 50 m gyorsúszás Döntő: március 30.       | Takács Krisztián Dunaferr-DVSI                                            | 22,31    | Kozma Dominik Kőbánya SC                                               | 22,62    | Hős Péter Budaörs                                                     | 23,40    |
| 100 m gyorsúszás Döntő: április 1.       | Takács Krisztián Dunaferr-DVSI                                            | 49,65    | Kozma Dominik Kőbánya SC                                               | 49,99    | Hős Péter Budaörs                                                     | 51,10    |
| 200 m gyorsúszás Döntő: március 29.      | Kis Gergő Rája ’94 UK                                                     | 1:49,50  | Bernek Péter Kőbánya SC                                                | 1:49,53  | Cseh László Kőbánya SC                                                | 1:52,13  |
| 400 m gyorsúszás Döntő: március 30.      | Kis Gergő Rája ’94 UK                                                     | 3:50,93  | Gyurta Gergely A Jövő SC                                               | 3:52,62  | Király Bence Pécsi SN                                                 | 3:56,27  |
| 800 m gyorsúszás Döntő: március 29.      | Kis Gergő Rája ’94 UK                                                     | 7:55,23  | Gyurta Gergely A Jövő SC                                               | 7:56,48  | Rákos Patrik Balaton UK                                               | 8:08,05  |
| 1500 m gyorsúszás Döntő: március 31.     | Kis Gergő Rája ’94 UK                                                     | 15:06,14 | Gyurta Gergely A Jövő SC                                               | 15:12,74 | Rákos Patrik Balaton UK                                               | 15:24,58 |
| 50 m hátúszás Döntő: március 29.         | Bohus Richárd Békéscsabai Előre UK                                        | 25,59    | Cseh László Kőbánya SC                                                 | 25,70    | Balog Gábor Dunaferr-DVSI                                             | 26,43    |
| 100 m hátúszás Döntő: április 1.         | Bernek Péter Kőbánya SC                                                   | 54,90    | Bohus Richárd Békéscsabai Előre UK                                     | 54,93    | Balog Gábor Dunaferr-DVSI                                             | 56,14    |
| 200 m hátúszás Döntő: március 30.        | Bernek Péter Kőbánya SC                                                   | 1:57,10  | Balog Gábor Dunaferr-DVSI                                              | 1:59,44  | Verrasztó Dávid A Jövő SC                                             | 2:03,27  |
| 50 m mellúszás Döntő: március 31.        | Financsek Gábor Pécsi SN                                                  | 28,27    | Gyurta Dániel A Jövő SC                                                | 28,79    | Indra Gunawan Debreceni SI                                            | 29,01    |
| 100 m mellúszás Döntő: március 30.       | Gyurta Dániel A Jövő SC                                                   | 1:01,22  | Financsek Gábor Pécsi SN                                               | 1:02,05  | Indra Gunawan Debreceni SI                                            | 1:04,69  |
| 200 m mellúszás Döntő: április 1.        | Molnár Ákos A Jövő SC                                                     | 2:11,41  | Cseh László Kőbánya SC                                                 | 2:15,54  | Verrasztó Dávid A Jövő SC                                             | 2:15,57  |
| 50 m pillangóúszás Döntő: április 1.     | Cseh László Kőbánya SC                                                    | 24,27    | Pulai Bence Kőbánya SC                                                 | 24,65    | Hős Péter Budaörsi UVVSE                                              | 24,87    |
| 100 m pillangóúszás Döntő: március 30.   | Cseh László Kőbánya SC                                                    | 52,57    | Biczó Bence Pécsi SN                                                   | 52,86    | Pulai Bence Kőbánya SC                                                | 53,79    |
| 200 m pillangóúszás Döntő: március 31.   | Biczó Bence Pécsi SN                                                      | 1:56,33  | Cseh László Kőbánya SC                                                 | 1:56,34  | Verrasztó Dávid A Jövő SC                                             | 1:59,05  |
| 200 m vegyes úszás Döntő: április 1.     | Cseh László Kőbánya SC                                                    | 1:59,22  | Gyurta Gergely A Jövő SC                                               | 2:03,52  | Nagy Péter Bácsvíz-KVSC                                               | 2:03,79  |
| 400 m vegyes úszás Döntő: március 29.    | Cseh László Kőbánya SC                                                    | 4:15,15  | Gyurta Gergely A Jövő SC                                               | 4:16,56  | Dudás Dániel Kaposvári SI                                             | 4:27,24  |
| 4 × 100 m gyorsváltó Döntő: március 29.  | Kőbánya SC Pulai Bence Bernek Péter Cseh László Kozma Dominik             | 3:22,94  | Dunaferr-DVSI Takács Krisztián Szabó Attila Vörös Benjámin Balog Gábor | 3:25,38  | A Jövő SC Verrasztó Dávid Gyurta Dániel Csontos Kristóf Ács Zsombor   | 3:31,55  |
| 4 × 200 m gyorsváltó Döntő: március 30.  | Magyar válogatott Kis Gergő Bernek Péter Verrasztó Dávid Cseh László      | 7:26,85  | Dunaferr-DVSI Szabó Attila Füzesy Dávid Balog Gábor Takács Krisztián   | 7:40,74  | A Jövő SC Kutasi Gergely Gercsák Zoltán Papp Márk Ács Zsombor         | 7:40,83  |
| 4 × 100 m vegyes váltó Döntő: április 1. | Magyar válogatott Bernek Péter Gyurta Dániel Cseh László Takács Krisztián | 3:37,87  | Kőbánya SC Telegdy Ádám Horváth Dávid Pulai Bence Kozma Dominik        | 3:47,80  | Dunaferr-DVSI Balog Gábor Vízkeleti Péter Szabó Attila Vörös Benjamin | 3:47,98  |

### Nők
| Versenyszám                              | Arany                                                                  | Arany    | Ezüst                                                                | Ezüst    | Bronz                                                                   | Bronz    |
| ---------------------------------------- | ---------------------------------------------------------------------- | -------- | -------------------------------------------------------------------- | -------- | ----------------------------------------------------------------------- | -------- |
| 50 m gyorsúszás Döntő: április 1.        | Jakabos Zsuzsanna ANK Úszóklub Pécs                                    | 25,77    | Pataki Fanni Kaposvári SI                                            | 26,43    | Fehérvári Júlia Békéscsabai Előre                                       | 26,50    |
| 100 m gyorsúszás Döntő: március 30.      | Verrasztó Evelyn A Jövő SC                                             | 55,66    | Mutina Ágnes A Jövő SC                                               | 56,37    | Dara Eszter Kőbánya SC                                                  | 56,60    |
| 200 m gyorsúszás Döntő: április 1.       | Mutina Ágnes A Jövő SC                                                 | 2:00,16  | Kapás Boglárka BVSC                                                  | 2:00,36  | Joó Sára A Jövő SC                                                      | 2:02,20  |
| 400 m gyorsúszás Döntő: március 31.      | Risztov Éva Debreceni Sportcentrum-SI                                  | 4:08,21  | Jakabos Zsuzsanna ANK Úszóklub Pécs                                  | 4:08,77  | Kapás Boglárka BVSC                                                     | 4:10,07  |
| 800 m gyorsúszás Döntő: március 30.      | Risztov Éva Debreceni Sportcentrum-SI                                  | 8:31,09  | Kapás Boglárka BVSC                                                  | 8:37,71  | Kiss Nikoletta A Jövő SC                                                | 8:42,66  |
| 1500 m gyorsúszás Döntő: április 1.      | Risztov Éva Debreceni Sportcentrum-SI                                  | 16:12,95 | Kapás Boglárka BVSC                                                  | 16:25,51 | Sibalin Flóra Szegedi UE                                                | 16:37,67 |
| 50 m hátúszás Döntő: március 31.         | Verrasztó Evelyn A Jövő SC                                             | 29,80    | Joó Sára A Jövő SC                                                   | 30,14    | Szekeres Dorina Zalavíz UK                                              | 30,21    |
| 100 m hátúszás Döntő: március 30.        | Jakabos Zsuzsanna ANK Úszóklub Pécs                                    | 1:03,15  | Verrasztó Evelyn A Jövő SC                                           | 1:03,23  | Lukács Evelyn Kőbánya SC                                                | 1:03,94  |
| 200 m hátúszás Döntő: június 25.         | Szekeres Dorina Zalavíz UK                                             | 2:15,09  | Burián Katalin A Jövő SC                                             | 2:16,53  | Sánta Adrienn Pécsi SN                                                  | 2:18,51  |
| 50 m mellúszás Döntő: március 29.        | Sztankovics Anna A Jövő SC                                             | 32,48    | Verrasztó Evelyn A Jövő SC                                           | 32,99    | Greguss Brigitta Bajai SSC                                              | 33,38    |
| 100 m mellúszás Döntő: április 1.        | Ferenczi Fanni Kőbánya SC                                              | 1:11, 92 | Greguss Brigitta Bajai SSC                                           | 1:12,34  | Bíró Dorottya Soproni UBKSE                                             | 1:13,97  |
| 200 m mellúszás Döntő: március 30.       | Jakabos Zsuzsanna ANK Úszóklub Pécs                                    | 2:33,27  | Ferenczi Fanni Kőbánya SC                                            | 2:35,35  | Pecz Réka A Jövő SC                                                     | 2:40,47  |
| 50 m pillangóúszás Döntő: március 30.    | Dara Eszter Kőbánya SC                                                 | 27,48    | Jakabos Zsuzsanna ANK Úszóklub Pécs                                  | 27,66    | Szilágyi Liliána Kőbánya SC                                             | 27,74    |
| 100 m pillangóúszás Döntő: április 1.    | Jakabos Zsuzsanna ANK Úszóklub Pécs                                    | 58,82    | Tompa Orsolya A Jövő SC                                              | 59,67    | Szilágyi Liliána Kőbánya SC                                             | 59,93    |
| 200 m pillangóúszás Döntő: március 29.   | Jakabos Zsuzsanna ANK Úszóklub Pécs                                    | 2:07,85  | Risztov Éva Debreceni Sportcentrum-SI                                | 2:09,55  | Kapás Boglárka BVSC                                                     | 2:10,92  |
| 200 m vegyes úszás Döntő: április 1.     | Verrasztó Evelyn A Jövő SC                                             | 2:13,89  | György Réka Kőbánya SC                                               | 2:18,76  | Kovács Zsanett A Jövő SC                                                | 2:23,23  |
| 400 m vegyes úszás Döntő: március 29.    | György Réka Kőbánya SC                                                 | 4:52,24  | Kiss Nikoletta A Jövő SC                                             | 4:54,63  | Híres Virág A Jövő SC                                                   | 4:55,80  |
| 4 × 100 m gyorsváltó Döntő: március 31.  | A Jövő SC Joó Sára Tompa Orsolya Verrasztó Evelyn Mutina Ágnes         | 3:48,41  | Kőbánya SC György Réka Kádas Vivien Szilágyi Liliána Dara Eszter     | 3:49,67  | BVSC Mór Baranyai Erika Böszörményi Borbála Kapás Boglárka Bucz Ágnes   | 3:50,96  |
| 4 × 200 m gyorsváltó Döntő: március 29.  | A Jövő SC Joó Sára Kiss Nikoletta Verrasztó Evelyn Mutina Ágnes        | 8:09,67  | Kőbánya SC Kádas Vivien György Réka Szilágyi Liliána Dara Eszter     | 8:17,88  | BVSC Mór Baranyai Erika Böszörményi Borbála Kapás Boglárka Fodor Flóra  | 8:25,65  |
| 4 × 100 m vegyes váltó Döntő: április 1. | A Jövő SC Verrasztó Evelyn Sztankovics Anna Tompa Orsolya Mutina Ágnes | 4:13,13  | Kőbánya SC Lukács Evelyn Ferenczi Fanni Szilágyi Liliána Dara Eszter | 4:17,18  | BVSC Bucz Ágnes Böszörményi Borbála Lennert Dorottya Mór Baranyai Erika | 4:27,35  |